# Prometheus Global Media
Prometheus Global Media är ett New York-baserat business-to-business-medieföretag. Företaget bildades i december 2009 när Nielsen Company sålde sina underhållnings- och mediadivisioner till en private equity-backad gurupp ledd av Pluribus Capital Management och Guggenheim Partners. Guggenheim övertog Pluribus's andel i företaget i januari 2013, vilket gav dem fullt ägarskap.
Företaget äger ett stort antal publikationer inom underhållningsbranschen, vilket inkluderar bland annat Adweek, Back Stage, Billboard, Film Journal International, och The Hollywood Reporter.